# Arthur Hutchinson
Arthur Hutchinson, född 6 juli 1866 i London, död 12 december 1937 i Cambridge, var en brittisk mineralog.
Arthur Hutchinson verkade under en lång följd av år som lärare i mineralogi vid Cambridge University (Pembroke College). Hutchinson var utanför Storbritannien främst känd genom den av honom konstruerade goniometern och andra kristallografiska apparater.